# Biff Byford
Peter "Biff" Byford, född den 15 januari 1951 i Barnsley, Yorkshire, England, är sångare i hårdrocksbandet Saxon, bildat i Barnsley, England 1976, med gitarristerna Graham Oliver och Paul Quinn, basisten Steve Dawson och trummisen Pete Gill. Han har även släppt en självbiografi med titeln Never Surrender i april 2007.

## Diskografi

### Saxon
- Demo '78 (1978)
- Big Teaser (1979)
- Saxon (1979)
- Backs to the Wall (1979)
- Heavy Metal Thunder (1980)
- Motorcycle Man (1980)
- Monsters of Rock (1980)
- Saxon / Ottawan (1980)
- Wheels of Steel (1980)
- Wheels of Steel (1980)
- 747 (Strangers in the Night) (1980)
- Suzie Hold On (1980)
- Strong Arm of the Law (1980)
- Strong Arm of the Law (1980)
- And the Bands Played On (1981)
- Princess of the Night (1981)
- Never Surrender (1981)
- Denim and Leather (1981)
- The Eagle Has Landed (1982)
- Nightmare (1983)
- Power and the Glory (1983)
- Warrior (1983)
- Live (1983)
- Heavy Metal Thunder (1983)
- Power and the Glory (1983)
- Do It All for You (1984)
- Just Let Me Rock (1984)
- Sailing to America (1984)
- Heavy Metal (1984)
- Strong Arm Metal (1984)
- Crusader (1984)
- Back on the Streets (1985)
- Broken Heroes (Where Are They Now) (1985)
- Rock 'n' Roll Gypsy (1985)
- Saxon en España (1985)
- Innocence Is No Excuse (1985)
- Waiting for the Night (1986)
- Live Innocence! (1986)
- The Sounds / EMI Rock Showdown USA v UK (1986)
- Rock the Nations (1986)
- The Best (1987)
- I Can't Wait Anymore (1988)
- Ride Like the Wind (1988)
- Anthology (1988)
- Destiny (1988)
- Rock'n'roll Gypsies (1989)
- Solid Ball of Rock (1990)
- Greatest Hits Live (1990)
- Requiem (We Will Remember) (1990)
- Power & The Glory - The Video Anthology (1990)
- Saxon / Styx / Sammy Hagar (1990)
- Back on the Street (1990)
- Best of Saxon (1991)
- Forever Free (1992)
- Iron Wheels (1992)
- Dogs of War (1995)
- Dogs of War (1995)
- The Eagle Has Landed - Live - part II (1996)
- Champions of Rock (1996)
- A Collection of Metal (1996)
- Donington: The Live Tracks (1997)
- Absent Friends (1997)
- Wheels of Steel / Strong Arm of the Law (1997)
- Unleash the Beast (1997)
- BBC Sessions / Live at Reading (1998)
- Altar of the Eagles (1998)
- Metalhead (1999)
- Rock Champions (2000)
- Strong Arm of the Law / Denim and Leather (2000)
- Diamonds & Nuggets (2000)
- Masters of Rock (2001)
- Killing Ground (2001)
- Coming to the Rescue (2002)
- Most Famous Hits (2002)
- The Very Best Saxon Album Ever (2002)
- Heavy Metal Thunder (2002)
- Live Innocence: The Power and the Glory (2003)
- The Saxon Chronicles (2003)
- Beyond the Grave (2004)
- Lionheart (2004)
- Motorcycle Man (All Live) (2005)
- Midnight Rider (2005)
- The Eagle Has Landed - Live - part III (2006)
- Axe Killer Warrior's Set (2007)
- The Very Best of Saxon 1979-1988 (2007)
- If I Was You (2007)
- The Inner Sanctum (2007)
- I've Got to Rock (To Stay Alive) (2007)
- To Hell and Back Again (2007)
- 2 Originals of Saxon (2008)
- Live to Rock (2008)
- The Best Of (2009)
- Into the Labyrinth (2009)
- Heavy Metal Thunder - The Movie (2010)
- Hammer of the Gods (2011)
- Performance (2011)
- Call to Arms (2011)
- Heavy Metal Thunder - Live: Eagles Over Wacken (2012)
- The Carrere Years (1979-1984) (2012)
- EMI Years (1985-1988) (2012)
- Sacrifice (2013)
- Live in Germany 1991 (2013)
- Unplugged and Strung up (2013)
- Original Album Series (2014)
- St. George's Day Sacrifice: Live in Manchester (2014)
- The Complete Albums (1979-1988) (2014)
- Warriors of the Road - The Saxon Chronicles Part II (2014)
- Battering Ram (2015)
- Eagles and Dragons (2016)
- Baptism of Fire: The Collection (1991-2009) (2016)
- Let Me Feel Your Power (2016)
- The Vinyl Hoard (2016)
- Solid Book of Rock (2017)
- Decade of the Eagle (2017)
- Thunderbolt (2018)
- The CD Hoard (2018)
- Thunderbolt: The Singles (2019)
- The Eagle Has Landed 40: Live (2019)
- Rock Sound Festival, 2006 (2019)
- Speed King (2021)
- Inspirations (2021)
- Paint it Black (2021)
- Carpe Diem (2022)
- More Inspirations (2023)
- Hell, Fire And Damnation (2024)

### Jumble Lane
- Jumble Lane (1971)

### All Stars
- All Stars (1991)

### The Scintilla Project
- The Hybrid (2014)

### Solo
- School of Hard Knocks/Welcome to the Show (Enstaka) (2019)
- Me and You/Scarborough Fair (Enstaka) (2020)
- School of Hard Knocks (2020)

### Heavy Water
- Red Brick City (2021)
- Dreams of Yesterday (2023)

### Spin the Wheel
- Spin the Wheel (Split) (2021)

### Gästframträdanden och annat arbete
- Air Pavilion - Kaizoku (1989) - gästsång på "She's Hot Stuff"
- Fastway - Bad Bad Girls (1990)
- Lea Hart - Trapped (1990) - backsång
- Chris Coombs & Lightyears Away / Thundermother - Gagalactyca (1990) - gästflöjt på "Save The Big Jam Roll (Tales Of Smoke Farm)" och "Aren't You Glad You Stayed?"
- True Brits - Ready to Rumble (1992) -  backsång på "She Goes Down"
- English Steel - Start' Em Young (1992) - backsång på "She Won't Rock" och "Body Rock"
- True Brits - Vol. II - One Good Reason (1994) - gästartist
- English Steel - English Steel II - Lucky Streak (1994) - backsång på "No Repair" och "Cut Loose Be Free"
- Paul Di'Anno & Dennis Stratton - The Original Iron Men (1995) - backsång
- Various artists - A Tribute to Judas Priest Legends of Metal Vol. 1 (1996) - You've Got Another Thing Comin' (Saxon)
- Paul Di'Anno & Dennis Stratton - Hard As Iron (1996) - backsång
- Freedom Call - Taragon (EP) (1999) - gästberättelse på "Tears of Taragon (Story Version)"
- Steve Dawson - Pandemonium Circus (2002) - gästskribent på "Motorcycle Man (Live)"
- Destruction - Inventor of Evil (2005) - gästsång på "The Alliance of Hellhoundz"
- Blitzkrieg - Theatre of the Damned (2007) - (medproducent)
- Helloween - Gambling with the Devil (2007) - gästberättelse på "Crack the Riddle"
- Doro - Celebrate - Night of the Warlock (EP) (2008) - gästsång på "Celebrate"
- Hammerfall - No Sacrifice, No Victory (2009) - (backsång)
- Metallica - Paris Magnetic (2009) - gästsång på "Motorcycle Man"
- The Meatmen - Cover The Earth (2009) - gästskribent på "Freeway Mad"
- Pharao - Road to Nowhere (2010) - gästsång på "On The Attack"
- Helloween - 7 Sinners (2010) - talad prolog berättande på "Who Is Mr. Madman"
- The Smack Ballz - Ballz Inc. (2010) - gästskribent på "Princess of the Night"
- Bullet - Highway Pirates (2011) - vissla vidare "Highway Pirates"
- Crimes of Passion - To Die For (2011) - backsång på "I Think I Can Save You"
- Metallica - December 5, 2011: The Fillmore, San Francisco, CA (2011) - gästsång på "Motorcycle Man (Saxon Cover)" och "Seek & Destroy"
- Covered Call - Impact (2013) - gästtexter på "Hold On"
- Avantasia - The Mystery of Time (2013) - gästsång på "Black Orchid", "Savior in the Clockwork" och "The Great Mystery"
- Various Artists - Schubert in Rock (2013) - gästsång på "Heavy Metal Party" och "Three Horned Dragon"
- Deep Purple - Live in Japan Remastered (2014) - ärm anteckningar
- Various Artists - Ronnie James Dio – This Is Your Life (2014) -  gästsång på "Starstruck"
- No Bros - Heavy Metal Party Reissue (2015) - gästsång på "Heavy Metal Party"
- C.O.P. UK - Kiss of an Angel (EP) (2015) - gästsång på "Blackened Heart"
- Doro - Strong and Proud - 30 Years of Rock and Metal (2016) - gästsång på "Denim and Leather (Saxon Cover)" och "You've Got Another Thing Comin' (Judas Priest Cover)"
- Wolfpakk - Wolves Reign (2017) - gästsång på "Blood Brothers"
- Amon Amarth - The Great Heathen Army (2022) - gästsång på "Saxons and Vikings"
- Girlschool - WTFortyFive? (2023) - gästsång på "Born to Raise Hell"
- Sorcerer - Reign of the Reaper (2023) - gästskribent på "Crusader"